# Masked Intruder
I Masked Intruder sono un gruppo pop punk statunitense formatosi nella città di Madison nel 2010. Il loro omonimo album di debutto è stato pubblicato dall'etichetta discografica Red Scare Industries nel 2012 e poi ripubblicato dalla Fat Wreck Chords nel 2013.

## Identità
I quattro componenti della band, inizialmente, non hanno rivelato pubblicamente la loro identità e sul palco o nei set fotografici si presentano sempre indossando dei passamontagna. Ogni membro del gruppo utilizza un passamontagna di un colore specifico abbinato alle scarpe: Intruder Yellow (bassista) indossa un passamontagna giallo, Intruder Green (chitarrista) un passamontagna verde, mentre quelli di Intruder Red (batterista) e Intruder Blue (cantante e chitarrista) sono rispettivamente di colore rosso e blu. Intruder Blue e Intruder Green sostengono di essersi incontrati e aver formato la band quando si trovavano in prigione. Nella canzone Heart Shaped Guitar la band duetta con Maura Weaver del gruppo Mixtapes, conosciuta anche come "Intruder Pink".
Durante i loro concerti, i Masked Intruder sono accompagnati sul palco dall'agente Bradford, un finto agente di polizia con cappellino e pantaloncini corti che balla o inscena litigi con i componenti della band.
Stando al gruppo Intruder Yellow sarebbe in prigione ed è stato sostituito dalla bassista Intruder Purple.

## Formazione

### Formazione attuale
- Intruder Blue (Patt Fink) – voce, chitarra solista (2010-presente)
- Intruder Green (Jake Boyardi) – chitarra ritmica, cori (2010-presente)
- Intruder Red (Andrew Roemer) – batteria, cori (2010-presente)

### Turnisti
- Intruder Purple – basso, cori (2019-presente)
- Officer Bradford (Jackson Bradford) – supporto in scena (2010-presente)

### Ex componenti
- Intruder Yellow (Jason Kalsow) – basso, cori (2010-2019)

## Discografia

### Album
- Masked Intruder (2012, Red Scare)
  - Ripubblicato dalla Fat Wreck Chords nel 2013
- M.I. (2014, Fat Wreck Chords)
- III (2019, Pure Noise Records)

### EP
- Demo (2011, autoprodotto)
- First Offence (2012, Hang Up Records)
- Masked Intruder/The Turkletons (2012, Hang Up Records, split con i The Turkletons)
- The Wedding 7" (2013, Solidarity Recordings, split con Dan Vapid and the Cheats)
- Red Scare Across America (2013, Red Scare, split con Elway e Sam Russo)
- Under the Mistletoe 7" (2013, Fat Wreck Chords 7", Red Scare solo nel formato digitale)
- Love and Other Crimes (2016, Pure Noise Records)

### Compilation
- Our Lips Are Sealed: A Tribute to the Go Go's (2013, Solidarity Recordings)
  - con la canzone "We Got the Beat"
- Red Scare Industries: 10 Years of Your Dumb Bullshit (2014, Red Scare Records)
  - con la canzone "I Don't Mind"

### Singoli
- I Don't Wanna Be Alone Tonight (2013)
- Crime Spree (2014)
- The Most Beautiful Girl (2014)
- Beyond a Shadow of a Doubt (2016)
- First Star Tonight (2017)
- No Case (2019)
- Please Come Back to Me (2019)
- All of My Love (2019)